# Aurora Jolie
Aurora Jolie (Nápoles, 25 de enero de 1988) es una directora y antigua actriz pornográfica estadounidense. A lo largo de su carrera rodó más de cien películas, varias de ellas, producidas por los principales estudios de cine para adultos, como Digital Playground y Vivid.

## Biografía
Nació en Nápoles, Italia, sitio donde sus padres (militares del Ejército de los Estados Unidos) estaban radicados. Se crio en Virginia y posteriormente se mudó a California, donde concluyó sus últimos años de estudio en la John Burroughs High School de Burbank. A los 18 años comenzó a rodar películas para adultos, incluidas apariciones en las series Black, Big Ass, Big Tits de Voyeur Media, Redlight District, tan solo dos meses después de haberse graduado.

## Carrera
Debutó en 2006; en sus escenas realizaba sistemáticamente sexo anal y nunca se le vio rodando una penetración vaginal.
Durante una entrevista realizada en 2007, afirmó ser virgen ya que tanto en su vida personal, como frente a cámaras, únicamente tiene sexo anal. Durante una entrevista en 2009, reveló que había perdido su virginidad al tener sexo vaginal de forma privada.
Participó en varios videoclips musicales de hip hop, como en "Wouldn't Get Far" de Game en participación con Kanye West, y "Brand New" de Trey Songz. También fue modelo de la marca Daddy Inc. Clothing Line de Mr. Marcus, quien seleccionó a Jolie y a Jada Fire como voceras de su marca por su calidad en el cine de adultos. La relación con ese actor dio también lugar, en 2011, a la película Sex Drive producida por Vivid.
Se retiró en 2012 de la mano de Caballero Home Video, una de las más antiguas empresas productoras de cine para adultos. Su película de despedida fue Black Gangbangers junto a Aryana Starr, Ms. Platinum, Dynasty y Beauty Dior.

## Premios y nominaciones
- 2008 Premio Urban X: mejor escena de sexo anal - ganadora.[12][13]
- 2008 Premios AVN: mejor escena de sexo anal - nominada.[14]
- 2008 F.A.M.E. Premios: Pornostar anal favorita - nominada. Mejor película gonzo anal junto a Jenna Haze y Flower Tucci por Lord of Asses 10-nominada.[15]
- 2007 Premio de Nightmoves Magazine: mejor nueva Pornostar - nominada.[16]